# ظرموط
ظُرموط (الاسم العلمي: Oniscus)، جنس دويبات قشرية من قمل الخشب. يتألف من خمسة أنواع، ثلاثة منها محصورة في شمال غرب أيبيريا (Oniscus ancarensis، و O. galicianus و O. lusitanicus)، وآخر يوجد في جبال البرانس (Oniscus simonii)، وأكثر الأنواع أنتشارًا هو ظرموط الحمار، منتشر في جميع أنحاء أوروبا وأُدخل أيضًا في الأمريكتين